# Java (Lucienne Delyle)
Pour les articles homonymes, voir Java.
Clip vidéo
[vidéo] « Lucienne Delyle - Java », sur YouTube
Java est une java de Lucienne Delyle, enregistrée en 1956 en single chez Pathé-Marconi, extrait de ses albums Les Grands Succès De Lucienne Delyle N°1,  et Lucienne Delyle À Bobino, un des grands succès de son répertoire et un des standards de java parisienne et de l'accordéon.

## Histoire
Eddy Marnay et Emil Stern composent et écrivent cette chanson française sur le thème de la java (variante des valse musette de guinguette et bal musette parisiennes) « Java, qu'est-ce que tu fais là, entre les deux bras, d'un accordéoniste? Faut pas te gaspiller comme ça, avec tous les gars, qui se prennent pour des artistes, tu te ramènes et tu t'en vas, à l'envers, à l'endroit; et tu miaules comme un chat, qui se baguenaude sur les toits... ».
Lucienne Delyle enregistre avec succès ce standard de java parisienne et d'accordéon, avec l'orchestre musette d'Aimé Barelli (son mari) avant de reprendre ce titre dans de nombreuses compilations de sa carrière.    

## Distinctions
- 1956 : Lauréate de l'Académie du Disque[6].